# Gunnar Sahlin
Gunnar Sahlin, född 1946, är en svensk litteraturvetare, bibliotekarie och ämbetsman. Han var 2003-2012 riksbibliotekarie och chef för Kungl. biblioteket. Dessförinnan var han överbibliotekarie vid Stockholms universitetsbibliotek 1996-2003. Han disputerade i litteraturvetenskap 1989 och har undervisat vid litteraturvetenskapliga institutionen på Stockholms universitet samt på bibliotekarieutbildningarna i Borås och Uppsala. Han har även varit kommunalråd i Sollentuna kommun för socialdemokraterna.
Han har varit vice ordförande i institutionsstyrelsen för Bibliotekshögskolan i Borås,  ledamot i styrelsen för Högskolan på Gotland och ledamot i styrelsen för IFLA (The International Federation of Library Associations and Institutions). 
2008 mottog Gunnar Sahlin H.M. Konungens medalj i 12:e storleken i Serafimerordens band för framstående insatser inom biblioteksområdet.  